# Neobisium dinaricum dinaricum
Neobisium dinaricum dinaricum es una subespecie de arácnido del orden Pseudoscorpionida de la familia Neobisiidae.

## Distribución geográfica
Se encuentra en los territorios que antes se llamaban Yugoslavia.